# Цветик-семицветик (мультфильм)
«Цве́тик-семицве́тик» — советский рисованный мультфильм, поставленный в 1948 году на студии «Союзмультфильм» режиссёром Михаилом Цехановским по одноимённой сказке (1940) Валентина Катаева.

## Сюжет
В начале фильма девочке Жене мама велела сходить в магазин за пятью баранками. На обратном пути Женя читает вывески, ходит по поливальному шлангу и считает ворон. В итоге некая уличная собака периодически съедает все баранки, и девочка бросается в погоню. На шоссе Женя и собака разминулись, и девочка оказывается в цветнике старой доброй волшебницы. В отчаянии Женя зарыдала, но от доброй волшебницы ей достаётся волшебный цветок с семью разноцветными лепестками. Оторвав лепесток, можно исполнить любое своё желание. Первым желанием Жени было вернуться домой с утерянной связкой баранок, и красный лепесток цветка моментально его исполнил.
Дома Женя ставит цветок в мамину любимую вазу, но, засмотревшись на ворон, разбивает её вдребезги. На восстановление Женя истратила зелёный лепесток, и ваза, склеившись, вернулась на место.
Третье желание возникло у девочки во дворе, где ребята играли в Северный полюс, но её не приняли, мотивируя это тем, что девочек на Северный полюс не берут. Женя захотела побывать на настоящем Северном полюсе и истратила на это оранжевый лепесток. Очутившись на вышеупомянутом полюсе, главная героиня беседует с моржом и считает тюленей, но потом испугалась — на неё напал белый медведь, который хотел её съесть. Поднимается метель, и Женя в страхе убегает от медведя, цепляясь за сосульку и переходя с одной льдины на другую. Заблудившись, Женя использует фиолетовый лепесток для того, чтобы белый медведь оказался в клетке в Московском зоопарке, и сама она вернулась в Москву.
Гуляя по зоопарку, Женя встречает девочку с куклой Матильдой и от зависти просится идти вместе с ней в магазин за игрушками, но девочка сильно пожадничала, мотивируя это тем, что у Жени может быть коклюш. Женя не выдерживает, отрывает жёлтый лепесток цветка и желает, чтобы у неё были все игрушки мира. Когда желание исполняется, коляска с куклой уезжает от хозяйки, а кукла оказывается в руках у Жени. Но желание оказалось настолько нелепым, что игрушки заполняют весь зоопарк и преследуют девочку; она использует синий лепесток с просьбой отправить игрушки обратно в магазины.
На чудесном цветке остался только один лепесток, и главная героиня размышляет, как его истратить. Раздумывая таким образом, она увидела мальчика Витю, который сидел на лавочке, и предложила ему побегать. Но Витя ответил, что у него больная нога, и он никогда не сможет бегать. И в то же мгновение Женя поняла, на что надо истратить розовый лепесток. Она желает, чтобы Витя выздоровел, и таким образом совершает настоящий хороший поступок. Витя и Женя радостно играют в салки.
В конце мультфильма они оказываются в том же цветнике и обнаруживают, что потерялись. Главная героиня решает снова применить цветик-семицветик, но замечает, что лепестки этого цветка закончились, и в очередной раз плачет в отчаянии. Тут перед Женей снова появляется старушка-волшебница, хозяйка цветника, и сообщает главной героине, что шесть её желаний были бесполезными, и поэтому шесть лепестков, вопреки словам заклинания, не вернулись к ней. Однако последний лепесток главная героиня потратила с пользой, чтобы помочь Вите, и поэтому он вернулся к старушке. Она отдаёт его детям, после чего те сажают лепесток на клумбу в её саду. Очень скоро из земли вырастает новый цветик-семицветик, и дети с ним благополучно возвращаются домой на фоне панорамы Москвы.

## Создатели
- Сценарий — Валентина Катаева
- Стихи — Михаила Вольпина
- Режиссёр — Михаил Цехановский
- Художники-постановщики — Лев Мильчин, Вера Роджеро
- Композитор — Юрий Левитин
- Режиссёр-консультант — Виктор Громов
- Ассистент режиссёра — Вера Цехановская
- Оператор — Михаил Друян
- Звукооператор — С. Ренский
- Монтажёр — Лидия Кякшт
- Художники-мультипликаторы:
  - Дмитрий Белов
  - Александр Беляков
  - Фаина Епифанова
  - Лев Попов
  - Пётр Репкин
  - Татьяна Таранович
  - Татьяна Фёдорова
  - Фёдор Хитрук
  - Лидия Резцова
- Художник по фонам — Ирина Троянова
- Технический ассистент — Нина Орлова
- Роли озвучивали:
  - Женя / девочка с куклой Матильдой — Наташа Защипина
  - Витя / ребята во дворе — Боря Омехин
  - Бабушка / мама Жени — Татьяна Барышева
  - Белый медведь — Владимир Готовцев (не указан в титрах)

## Награды
1949 — IV Международный Кинофестиваль в Марианске-Лазне (ЧССР) — Премия за лучший фильм для детей.